# توما درمو
مار توما درمو (مولود في بلاد ما بين النهرين عام 1904 - توفي في بغداد عام 1969) هو أول كاثوليكوس - بطريرك لـ كنيسة المشرق القديمة بين 1968 و1969. وعيّن مار توما درمو بطريركا للكنيسة على كرسي سلوقية- قطيسفون في بغداد بعد خلافات كبيرة مع البطريرك مار شمعون الثالث والعشرون إيشاي بطريرك كنيسة المشرق الآشورية والمقيم في سان فرانسيسكو، الولايات المتحدة إثر قرار شمعون الثالث والعشرون إتباع التقويم الجديد في الكنيسة وأمور أخرى.
قبل رسمه بطريركا على كنيسة المشرق القديمة، كان مار توما درمو متروبوليتا لـ الهند التابعة لكنيسة المشرق الآشورية. واتخذ غبطة البطريرك توما مركزا له كاتدرائية مار زيا في بغداد. وتوفي بعد عام واحد، أي في 1969، لينتخب الكاثوليكوس البطريرك مار أدي الثاني جيورجيس بطريركا على كرسي سلوقية- قطيسفون في بغداد.